# Josef Matthias Hauer
Josef Matthias Hauer (né le 19 mars 1883 à Wiener Neustadt près de Vienne (Autriche) – mort le 22 septembre 1959 à Vienne) est un compositeur et théoricien de la musique autrichien.

## Biographie

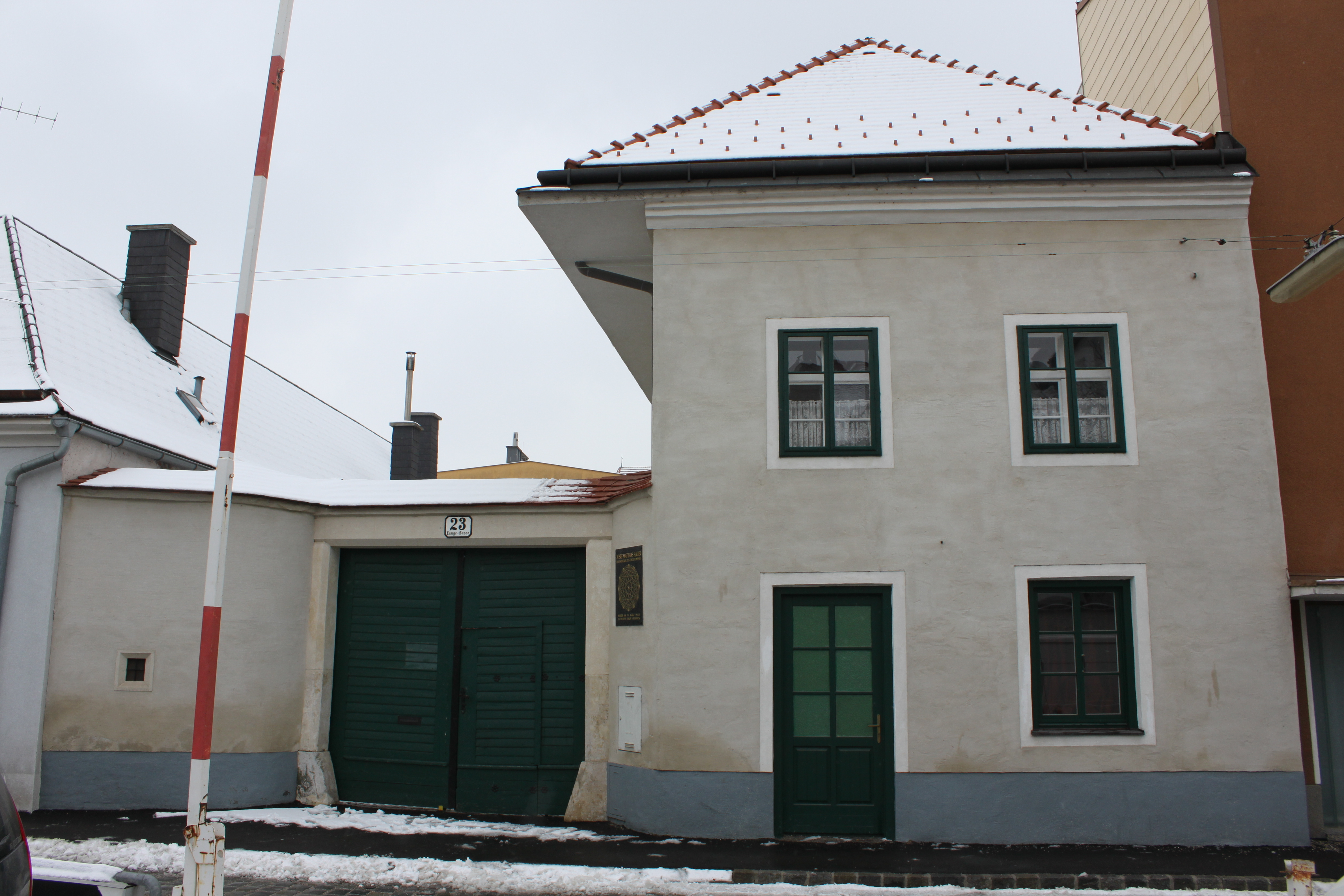
Maison natale du compositeur à Wiener Neustadt.

Hauer développe, à peu près à la même époque qu'Arnold Schönberg, qu'il connait, admire et fréquente (l'estime est réciproque) un système de composition à douze sons (dodécaphonisme), qu'il théorise abondamment ensuite. Ses compositions, très nombreuses et pour la plupart extrêmement courtes (moins de cinq minutes), sont généralement destinées à de petits ensembles ou à des instruments solistes.
Pour Hauer, le rôle du compositeur n'est plus de susciter de l'émotion ou de véhiculer un sens, un contenu, un message, mais il s'agit à ses yeux littéralement et uniquement de produire des sons : une succession de notes et de sons interchangeables. Sa musique vise la neutralité, l'inexpressivité et l'effacement total de la personnalité de l'artiste aussi bien du créateur que de l'interprète. Cette vision radicale n'est pleinement comprise qu'avec l'apparition du courant minimaliste.

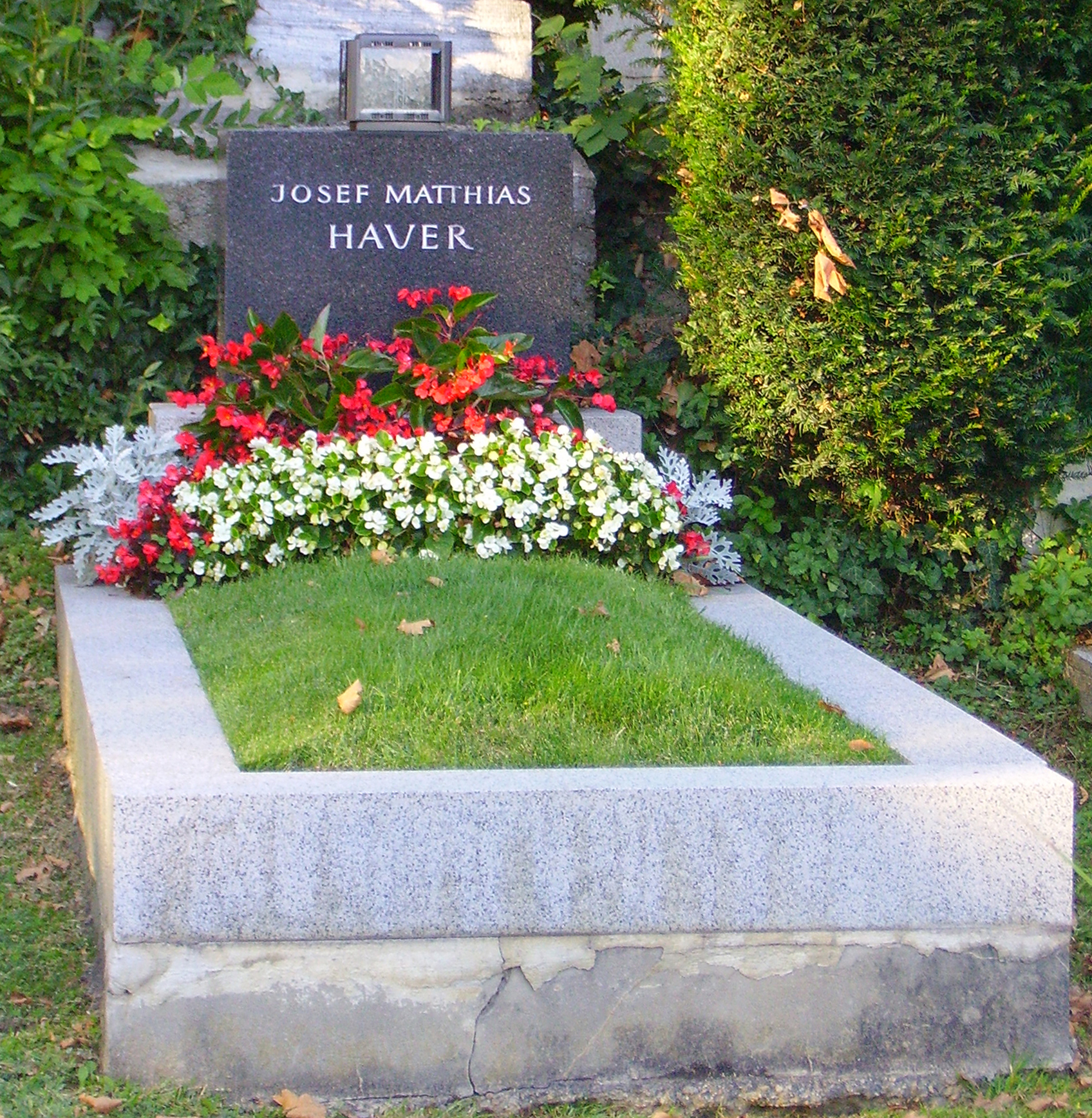
Sépulture du compositeur au cimetière de Dornbacher